# Solarimetro

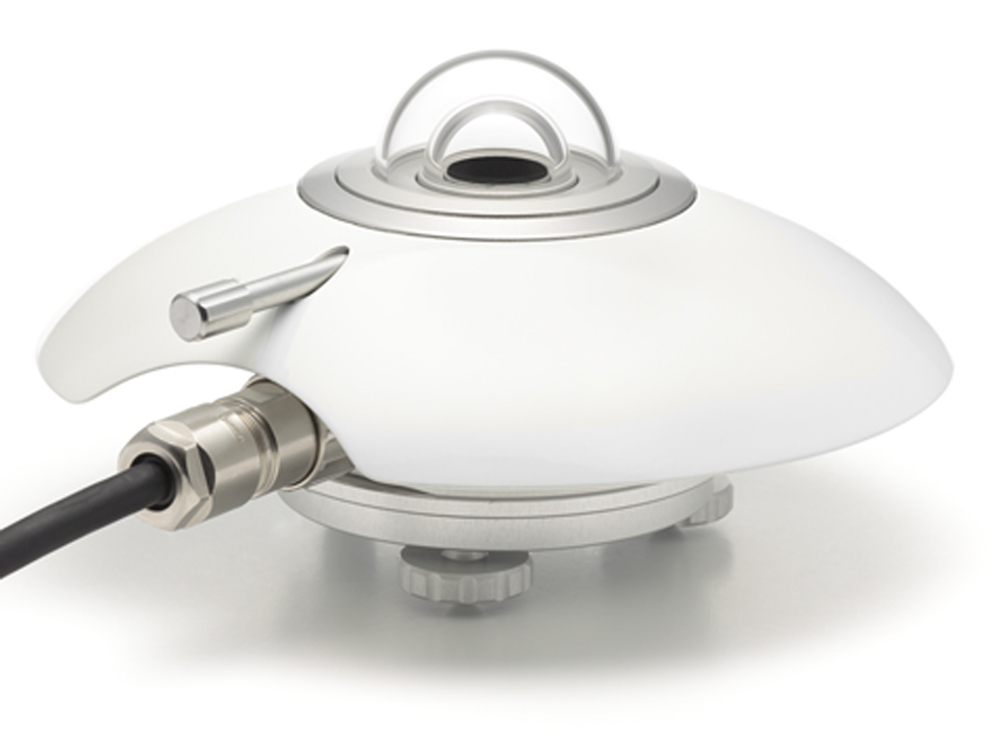
Piranometro SR20

Il solarimetro è un dispositivo di misura della radiazione solare.

## Caratteristiche
Ci sono diverse tipologie, divisibili in base al principio di funzionamento in:
- solarimetro a termopila
- solarimetro ad effetto fotovoltaico

I solarimetri a termopila,  detti anche piranometri, basano il loro funzionamento sulla differenza di temperatura che si registra tra una superficie di colore nero ed una superficie di colore bianco oppure di un corpo avente una opportuna massa termica non esposta al sole. Le due temperature vengono registrate da serie (o pile) di termocoppie per migliorare l'affidabilità della misura.
La caratteristica peculiare dei solarimetri a termopila è quella di consentire di misurare in modo lineare un'amplissima banda di spettro della radiazione solare,  dai 290nm dell'ultravioletto ai 2800nm della lontano infrarosso (IR-C)  e, grazie al cupolino semisferico di vetro al quarzo, di non risentire dell'effetto coseno, (una detrazione dei reali valori di radiazione solare che si verifica quando il sole si allontana dalla perpendicolare allo strumento se vi fosse una superficie di vetro piano).  
Dividendo le tipologie in base alla componente misurata si hanno:
- piroeliometro, che misura la sola componente diretta
- piranometro, che misura la radiazione globale
- piranometro a banda ombreggiata che misura la componente diffusa.

I solarimetri ad effetto fotovoltaico (o sensori di irraggiamento) vengono chiamati anche piranometri al silicio.
Un sensore al silicio converte direttamente in energia elettrica la radiazione solare ricevuta sulla sua superficie. L'energia elettrica così generata è direttamente proporzionale all'irraggiamento solare.
Tra questi ve ne sono di due tipi:
- a fotodiodo
- a cella fotovoltaica, misurano il medesimo spettro convertito in energia elettrica da un modulo fotovoltaico (325nm - 1100nm)

La peculiarità dei solarimetri a cella fotovoltaica, è che, possedendo lo stesso elemento sensibile alla radiazione solare dei moduli fotovoltaici, quando vengono posti affiancati e col medesimo orientamento di un modulo fotovoltaico, restituiscono un valore direttamente proporzionale all'energia elettrica che fornirebbe quel modulo fotovoltaico in condizioni di corretto funzionamento.  Anche in essi come nei moduli, la produzione di corrente elettrica risente dell'effetto della temperatura. Alcuni solarimetri hanno soluzioni circuitali elettroniche che annullano la deriva strumentale per effetto della temperatura  (compensazione in temperatura).

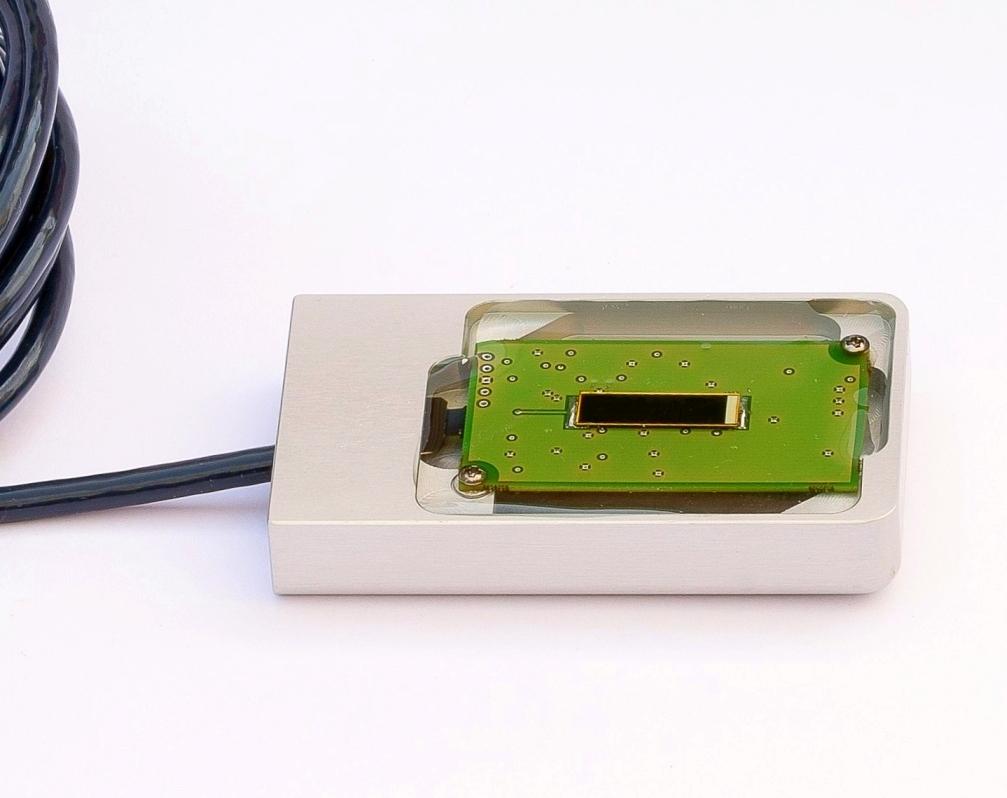
Un Solarimetro a cella fotovoltaica, modello LM1-C2

Per queste ragioni i solarimetri a cella fotovoltaica vengono impiegati per la misura delle performance (o resa) degli impianti fotovoltaici.  
I piranometri trovano impiego nella meteorologia, nelle attività di ricerca di nuovi elementi con proprietà fotovoltaiche, nello studio dell'invecchiamento dei materiali esposti all'aperto e nello studio dei cambiamenti climatici.
I piroeliometri vengono impiegati nella meteorologia, nella misura delle performance degli impianti solari a concentrazione (CSP).